# 第2次池田内閣 (第2次改造)
第2次池田第2次改造内閣（だいにじいけだだいにじかいぞうないかく）は、池田勇人が第59代内閣総理大臣に任命され、1962年（昭和37年）7月18日から1963年（昭和38年）7月18日まで続いた日本の内閣。
前の第2次池田第1次改造内閣の改造内閣である。

## 概要
1962年（昭和37年）7月14日に行われた自由民主党総裁公選は、現職の池田勇人首相一人が立候補し、事実上、池田総裁の信任投票となった。池田は391票を獲得し再選したものの、無効票などを合わせると135票もの批判票が出て、内閣改造、自民党役員改選に影響を及ぼすこととなった。
前の第2次池田内閣第1次改造内閣と比較すると、改造前は党内実力者を網羅したものであったのが、佐藤栄作、三木武夫、藤山愛一郎が閣外に去り、河野一郎が残留した。また、内閣官房長官の黒金泰美は河野に傾斜し、佐藤（官僚派）と河野（党人派）の権力闘争が激しくなっていった。
内閣は1962年11月16日に第2国際空港建設方針を閣議決定するが、官僚派と党人派の対立が新東京国際空港（現・成田国際空港）の建設を迷走させる要因の一つとなった。（→成田空港問題）
外務大臣の大平正芳と大蔵大臣の田中角栄が外交と財政を掌握し、若手実力者として台頭する契機を作ったことも着目すべき点として挙げられる。

## 閣僚
- 内閣総理大臣 - 池田勇人（池田派）
- 法務大臣 - 中垣國男（石井派）
- 外務大臣 - 大平正芳（池田派）
- 大蔵大臣 - 田中角栄（佐藤派）
- 文部大臣 - 荒木万寿夫（池田派）
- 厚生大臣 - 西村英一（佐藤派）
- 農林大臣 - 重政誠之（河野派）
- 通商産業大臣 - 福田一（大野派）
- 運輸大臣 - 綾部健太郎（藤山派）
- 郵政大臣 - 手島栄（参議院議員）／ 小沢久太郎（参議院議員）：1963年（昭和38年）1月8日-
- 労働大臣 - 大橋武夫（池田派）
- 建設大臣 - 河野一郎（河野派）
- 首都圏整備委員会委員長 - 川島正次郎（川島派、兼務）／ 河野一郎（兼務）：1962年（昭和37年）11月2日-
- 近畿圏整備長官：1963年（昭和38年）7月10日設置 - 河野一郎（兼務、河野派）
- 自治大臣、国家公安委員会委員長 - 篠田弘作（石井派）
- 行政管理庁長官、北海道開発庁長官 -  川島正次郎（旧岸派、川島派）
- 防衛庁長官 - 志賀健次郎（三木派）
- 経済企画庁長官  - 宮澤喜一（参議院議員、池田派）
- 科学技術庁長官 - 近藤鶴代（参議院議員、大野派）
- 内閣官房長官 - 黒金泰美（池田派）
- 総理府総務長官 - 徳安實藏（大野派）
  - 内閣法制局長官 - 林修三
  - 内閣官房副長官（政務） - 八田貞義：1962年（昭和37年）7月27日－
  - 内閣官房副長官（事務） - 細谷喜一
  - 総理府総務副長官 - 古屋亨

## 政務次官
- 法務政務次官 - 野本品吉（参）
- 外務政務次官 - 飯塚定輔
- 大蔵政務次官 - 原田憲、池田清志
- 文部政務次官 - 田中啓一（参）
- 厚生政務次官 - 渡海元三郎
- 農林政務次官 - 津島文治、大谷贇雄（参）
- 通商産業政務次官 - 広瀬正雄、上林忠次（参）
- 運輸政務次官 - 大石武一
- 郵政政務次官 - 保岡武久
- 労働政務次官 - 田村元
- 建設政務次官 - 松沢雄蔵
- 自治政務次官 - 藤田義光
- 行政管理政務次官 - 宇田国栄
- 北海道開発政務次官 - 小西英雄（参）
- 防衛政務次官 - 生田宏一
- 経済企画政務次官 - 館林三喜男
- 科学技術政務次官 - 内田常雄

なお、内閣改造に伴い、自民党役員改選が行われた。
- 副総裁 - 大野伴睦（大野派）
- 幹事長 - 前尾繁三郎（池田派）
- 総務会長 - 赤城宗徳（川島派）
- 政務調査会長 - 賀屋興宣（旧岸派）